# Ctenucha palmeira
Ctenucha palmeira là một loài bướm đêm thuộc phân họ Arctiinae, họ Erebidae.